# Peter (Genf)
Peter († 1392) war Graf von Genf von 1370 bis 1392, und durch seine Ehe Graf von Vaudémont und Herr von Joinville von 1374 bis 1392. Er ist ein Sohn von Amadeus III., Graf von Genf, und Mathilde von Auvergne.

## Leben

### Herkunft
Peter ist ein jüngerer Sohn von Graf Amadeus III. von Genf und Mathilde von Auvergne, die auch Mahaut de Boulogne genannt wird, Tochter von Robert VII., Graf von Auvergne und Boulogne (1314–1325), und Maria von Dampierre, seiner zweiten Ehefrau. Er hatte vier Brüder: Aymon III. († 1367), Amadeus IV. († 1368), Jean († 1370), Robert († 1394), die nacheinander an der Spitze der Grafschaft standen.
Als treuer Vasall der Grafen von Savoyen half er ihnen bei ihrem Kampf gegen Mailand.

### Graf
Peter wurde 1370 Graf von Genf durch den Tod seines Bruders Johann. 1374 heiratete er Margarete von Joinville (* 1354; † 1418), Gräfin von Vaudémont, Witwe von Johann von Châlon († 1373). Sie hatten keine Kinder.
In Vaudémont tritt er auf zwei Dokumenten in Erscheinung, 1374 und 1375. Er huldigte dem Grafen von Bar am 26. April 1376.
Vier Jahre später wurde sein Bruder Robert mit dem Namen Clemens VII. zum Papst in Avignon gewählt. Er stand im Widerstreit zu Urban VI. in Rom, wodurch das Abendländische Schisma entstand. Robert verbrachte die restlichen Jahre seines Lebens in Avignon im Kampf um die Sicherung seiner Macht.
1382 ist Peter von Genf einer der Heerführer, die Amadeus VI., Graf von Savoyen nach Italien schickt, um Ludwig I. von Anjou bei der Eroberung des Königreichs Neapel zu helfen. Später kämpfte er an der Seite von Amadeus VII. von Savoyen. Ab 1389 versuchte er sowohl durch Verhandlungen als auch im Krieg und gemeinsam mit Odo von Thoire und Villars den Privatkrieg, den Raimond de Turenne gegen seinen Bruder und gegen Marie zu Blois führte, zu beenden.
Er verfasste sein Testament am 24. März 1392. Er starb kurze Zeit später.
Graf Peter von Genf hatte seinen Neffen Humbert de Villars, den Sohn seiner Schwester, als Erben eingesetzt. Sein jüngerer Bruder Robert, der Gegenpapst Clemens VII., verweigerte der Nachfolge die Anerkennung. Er nahm selbst den Titel Graf von Genf an, machte aber am 19. Dezember 1393 ebenfalls Humbert zu seinem Nachfolger. Robert/Clemens VII. starb im Jahr darauf.